# Elisabetta di Kalisz
Elisabetta di Kalisz (1263 – Breslavia, 28 settembre 1304) è stata una nobile tedesca, Duchessa di Kalisz e Duchessa di Legnica per matrimonio.

## Matrimonio
Nel 1272, Elisabetta sposò Enrico V di Legnica (1248-1296), figlio di Boleslao II Rogatka e di Edvige di Anhalt.
Dall'unione sono nati otto figli:
- Edvige (1277-1347)
- Eufemia (1278-1347)
- Anna (1284-1343)
- Elisabetta (1290-1358)
- Boleslao III il Prodigo (1291-1352)
- Elena (1297-1300)
- Enrico VI il Buono (1294-1335)
- Ladislao di Legnica (1296-1352)

Suo marito entrò in guerra con Enrico III di Głogów, fu catturato e imprigionato a Głogów fino a quando non fu rilasciato. Enrico era malato al momento del suo rilascio, ciò era dovuto alle condizioni in cui era stato confinato (venne rinchiuso in una gabbia di ferro).
Non ritornò mai in salute e temendo per il futuro del suo Ducato, nel 1294 decise di mettersi sotto la protezione della Santa Sede. Morì il 22 febbraio 1296 e fu sepolto a Breslavia.

## Morte
Elisabetta morì il 28 settembre 1304 per cause naturali e fu sepolta nel monastero di Santa Chiara d'Assisi a Breslavia, accanto al marito.

## Albero genealogico
|                      |                      |                                  | Genitori                       |  |  | Nonni |  |  | Bisnonni         |  |  | Trisnonni                |  |
|                      |                      |                                  |                                |  |  |       |  |  | Oddone di Poznań |  |  | Miecislao III di Polonia |  |
|                      |                      |                                  |                                |  |  |       |  |  | Oddone di Poznań |  |  | Miecislao III di Polonia |  |
|                      |                      | Elisabetta d'Ungheria            |                                |  |  |       |  |  | Oddone di Poznań |  |  |                          |  |
| Ladislao Odonic      |                      |                                  |                                |  |  |       |  |  | Oddone di Poznań |  |  |                          |  |
|                      |                      | Venceslava Jaroslavna di Galizia | Jaroslav Osmomysl              |  |  |       |  |  |                  |  |  |                          |  |
|                      |                      | Venceslava Jaroslavna di Galizia | Jaroslav Osmomysl              |  |  |       |  |  |                  |  |  |                          |  |
|                      |                      | Venceslava Jaroslavna di Galizia | Olga Jurievna di Suzdal        |  |  |       |  |  |                  |  |  |                          |  |
| Boleslao il Pio      |                      | Venceslava Jaroslavna di Galizia |                                |  |  |       |  |  |                  |  |  |                          |  |
|                      |                      | Mestwin I di Pomerania           | Sobieslaw I, duca di Pomerania |  |  |       |  |  |                  |  |  |                          |  |
|                      |                      | Mestwin I di Pomerania           | Sobieslaw I, duca di Pomerania |  |  |       |  |  |                  |  |  |                          |  |
|                      |                      | Mestwin I di Pomerania           | …                              |  |  |       |  |  |                  |  |  |                          |  |
| Edvige di Pomerania  |                      | Mestwin I di Pomerania           |                                |  |  |       |  |  |                  |  |  |                          |  |
|                      |                      | Swinisława di Polonia            | Ratibor I di Pomerania         |  |  |       |  |  |                  |  |  |                          |  |
|                      |                      | Swinisława di Polonia            | Ratibor I di Pomerania         |  |  |       |  |  |                  |  |  |                          |  |
|                      |                      | Swinisława di Polonia            | Pribislava Iaroslavovna        |  |  |       |  |  |                  |  |  |                          |  |
| Elisabetta di Kalisz |                      | Swinisława di Polonia            |                                |  |  |       |  |  |                  |  |  |                          |  |
|                      | Andrea II d'Ungheria | Béla III d'Ungheria              |                                |  |  |       |  |  |                  |  |  |                          |  |
|                      | Andrea II d'Ungheria | Béla III d'Ungheria              |                                |  |  |       |  |  |                  |  |  |                          |  |
|                      | Andrea II d'Ungheria | Agnese d'Antiochia               |                                |  |  |       |  |  |                  |  |  |                          |  |
| Béla IV d'Ungheria   | Andrea II d'Ungheria |                                  |                                |  |  |       |  |  |                  |  |  |                          |  |
|                      |                      | Gertrude di Merania              | Bertoldo IV d'Andechs          |  |  |       |  |  |                  |  |  |                          |  |
|                      |                      | Gertrude di Merania              | Bertoldo IV d'Andechs          |  |  |       |  |  |                  |  |  |                          |  |
|                      |                      | Gertrude di Merania              | Agnese di Rochlitz             |  |  |       |  |  |                  |  |  |                          |  |
| Iolanda di Polonia   |                      | Gertrude di Merania              |                                |  |  |       |  |  |                  |  |  |                          |  |
|                      |                      | Teodoro I Lascaris               | …                              |  |  |       |  |  |                  |  |  |                          |  |
|                      |                      | Teodoro I Lascaris               | …                              |  |  |       |  |  |                  |  |  |                          |  |
|                      |                      | Teodoro I Lascaris               | …                              |  |  |       |  |  |                  |  |  |                          |  |
| Maria Laskarina      |                      | Teodoro I Lascaris               |                                |  |  |       |  |  |                  |  |  |                          |  |
|                      |                      | Anna Comnena Angelina            | Alessio III Angelo             |  |  |       |  |  |                  |  |  |                          |  |
|                      |                      | Anna Comnena Angelina            | Alessio III Angelo             |  |  |       |  |  |                  |  |  |                          |  |
|                      |                      | Anna Comnena Angelina            | Eufrosina Ducena Camatera      |  |  |       |  |  |                  |  |  |                          |  |
|                      |                      | Anna Comnena Angelina            |                                |  |  |       |  |  |                  |  |  |                          |  |